# حارة ناجي (الشيخ عثمان)

تعديل مصدري - تعديل

حارة ناجي هي إحدى حارات حي الوحدة الواقع بمديرية الشيخ عثمان التابعة لمحافظة عدن، بلغ تعداد سكانها 2857 نسمة حسب تعداد اليمن لعام 2004.